# Johan Bicker

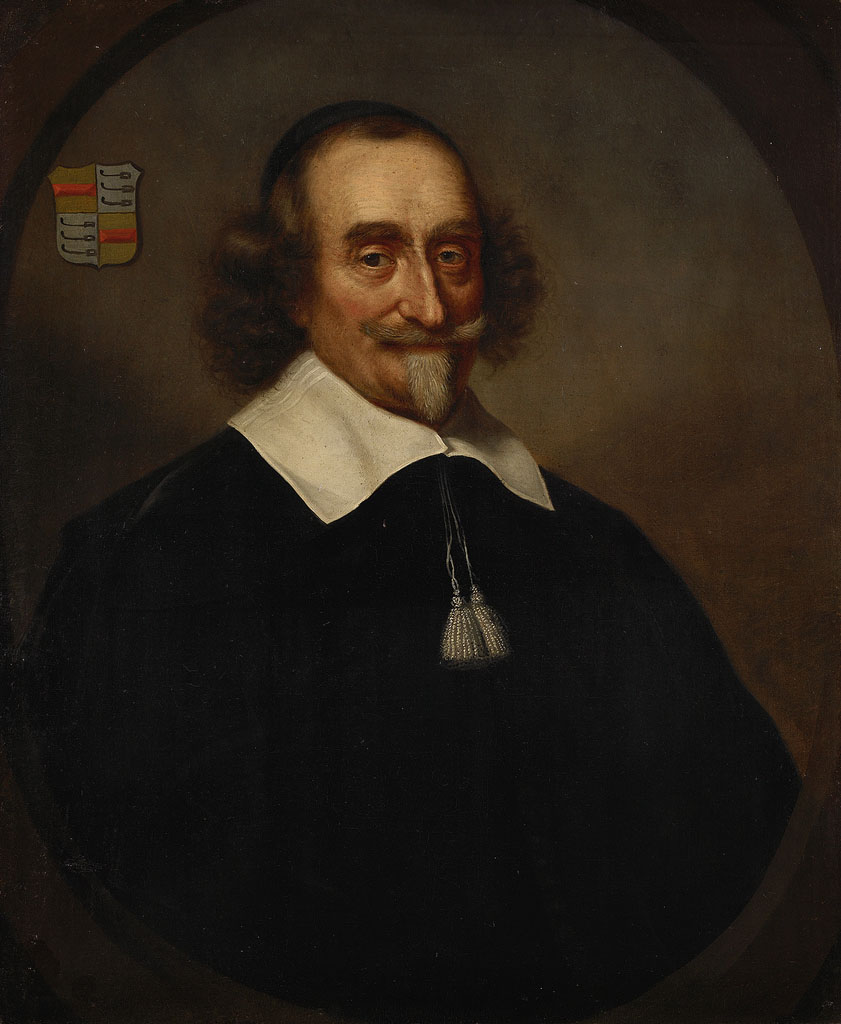
Johan Bicker (ca. 1663/64), Wallerant Vaillant zugeschrieben, Amsterdam Museum

Jan (Joan, Jean) Gerritsz. Bicker (* getauft 29. August 1591 in Amsterdam; † 10. Mai 1653 ebenda) war ein erfolgreicher Schiffsbaumeister in Amsterdam; dazu kaufte er 1631 eine Insel und führte mehrere Werften. Als Abkömmling aus dem einflussreichen Patriziergeschlecht der Bicker wurde er Regent von Amsterdam. Am Ende seines Lebens war er kurz Bürgermeister. Darüber hinaus war Jan Bicker einer der reichsten Personen des Goldenen Zeitalters der Niederlande. Seine fünf Töchter waren erfolgreich verheiratet.

## Leben

### Die Bicker

Stammwappen der Familie Bicker

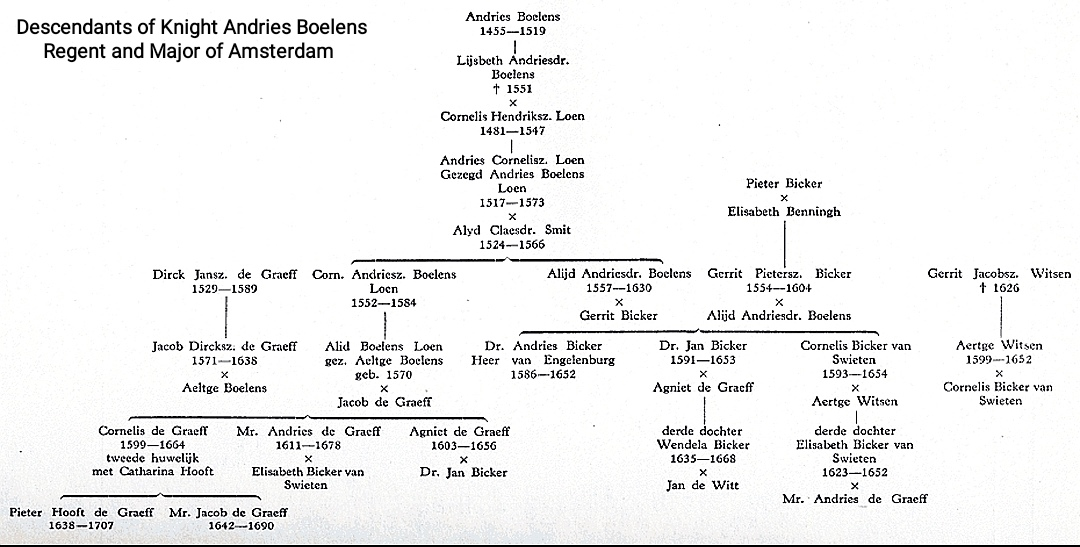
Übersicht über die maßgeblichen Familienbeziehungen der Amsterdamer Oligarchie, Abstammungen von Andries Boelens, um die Geschlechter Boelens Loen, De Graeff, Bicker (van Swieten), Witsen sowie Johan de Witt im Goldenen Zeitalter.

Jan Bicker war der Sohn des wohlhabenden Patriziers Gerrit Bicker und der Aleyd Andriesdr Boelens Loen aus dem Geschlecht der Boelens Loen. Er verheiratete sich mit Agneta de Graeff van Polsbroek (1603–1656) – der Schwester der Gebrüder Cornelis und Andries de Graeff aus dem Geschlecht De Graeff. Seine fünf Töchter verehelichten sich mit einflussreichen Persönlichkeiten:
- Elisabeth Bicker (1630–1660), heiratete den Waffenhändler Jacob Trip
- Geertruid Bicker (1634–1702), ehelichte den reichen Bankier und Investor Jean Deutz
- Wendela Bicker (1635–1668), heiratete den einflussreichen Ratspensionär Johan de Witt
- Cornelia Bicker (1638–1665), ehelichte ihren Cousin Gerard Bicker (I) van Swieten.
- Jacoba Bicker (1640–1695), ehelichte ihren Cousin Pieter de Graeff

### Karriere
Johan Bicker wurde 1626 Direktor des Levantinischen Handel, nachher war er vor allem als Schiffsbaumeister tätig. Er übte gemeinsam mit seinen Brüdern Cornelis und Andries und Jacob Bicker großen Einfluss auf das ökonomische und politische Klima Hollands aus. Im Jahre 1647 und 1651 war Bicker Schepen der Stadt Amsterdam.
Die Familie Bicker, auch die Bickerse ligue genannt, war Calvinistisch gesinnt und auf den wirtschaftlichen Aufschwung Amsterdams bedacht. Ab den späteren 1630er Jahren gelangte sie in Opposition zu den Statthaltern. Diese politische Gruppe umfasste sieben Mitglieder der Familie Bicker, die in 1646 allesamt politische Ämter ausübten. Namentlich gehörten neben Johan Bicker seine Brüder Andries, Jacob und Cornelis Bicker, sowie deren  Cousins, die Gebrüder Roelof (1611–1656), Jacob (1612–1676) und Hendrick Jacobsz Bicker (1615–1651) dazu.
Im Laufe der 1640er Jahre trat die republikanische Elite der Provinz Holland, die Gebrüder Andries, Cornelis, Jacob sowie Johan Bicker, Jacob de Witt sowie die Gebrüder Andries und Cornelis de Graeff für eine Beendigung des Achtzigjährigen Krieges mit dem spanischen Königreich Spanien sowie einer Reduzierung der Landstreitkräfte ein. Dieser andauernde Kriegszustand verhinderte das wirtschaftliche Wachstum und die gesellschaftliche Entwicklung der Vereinigten Niederlande. Ebenfalls stärkte dieser Kriegszustand die Macht des Statthalters als Oberbefehlshaber der Streitkräfte, etwas das nicht im Sinne der Republikaner war. Dies verstärkte den Konflikt zwischen ihnen und Statthalter Friedrich Heinrich von Oranien sowie den Reformierten Hollands.
1648 traten die Vereinigten Niederlande aufgrund des immensen politischen Drucks des gesamten Bicker-De Graeff Clans in Friedensverhandlungen mit Spanien, um beim Frieden von Münster den Achtzigjährigen Krieg zu beendigen. Nach den Friedensschlüssen und der Reduktion der Landstreitkräfte vertiefte die politische Gegnerschaft zu den Oranien und insbesondere zum neuen Statthalter Wilhelm II., welcher sich im Jahre 1650 die Stadt Amsterdam mittels eines Staatsstreichs gefügig machen wollte. Das militärische Unternehmen missglückte, da die Armee des Fürsten bei stürmischem Wetter in die Inundierung rund um Amsterdam gelockt wurde, und Wilhelm kurze Zeit später an den Pocken verstarb. Der auf einen Ausgleich zwischen den Machtblöcken bedachte Cornelis de Graeff veranlasste den Ausschluss der Familie Bicker aus allen öffentlichen Ämtern, der kurze Zeit später zurückgenommen wurde. Nach Andries Bickers Tod war Johan einige Monate Bürgermeister, bis er selber starb. Bicker zählte mit einem Vermögen von 717.000 Gulden zu den reichsten Personen des Goldenen Zeitalters.

### Besitztümer

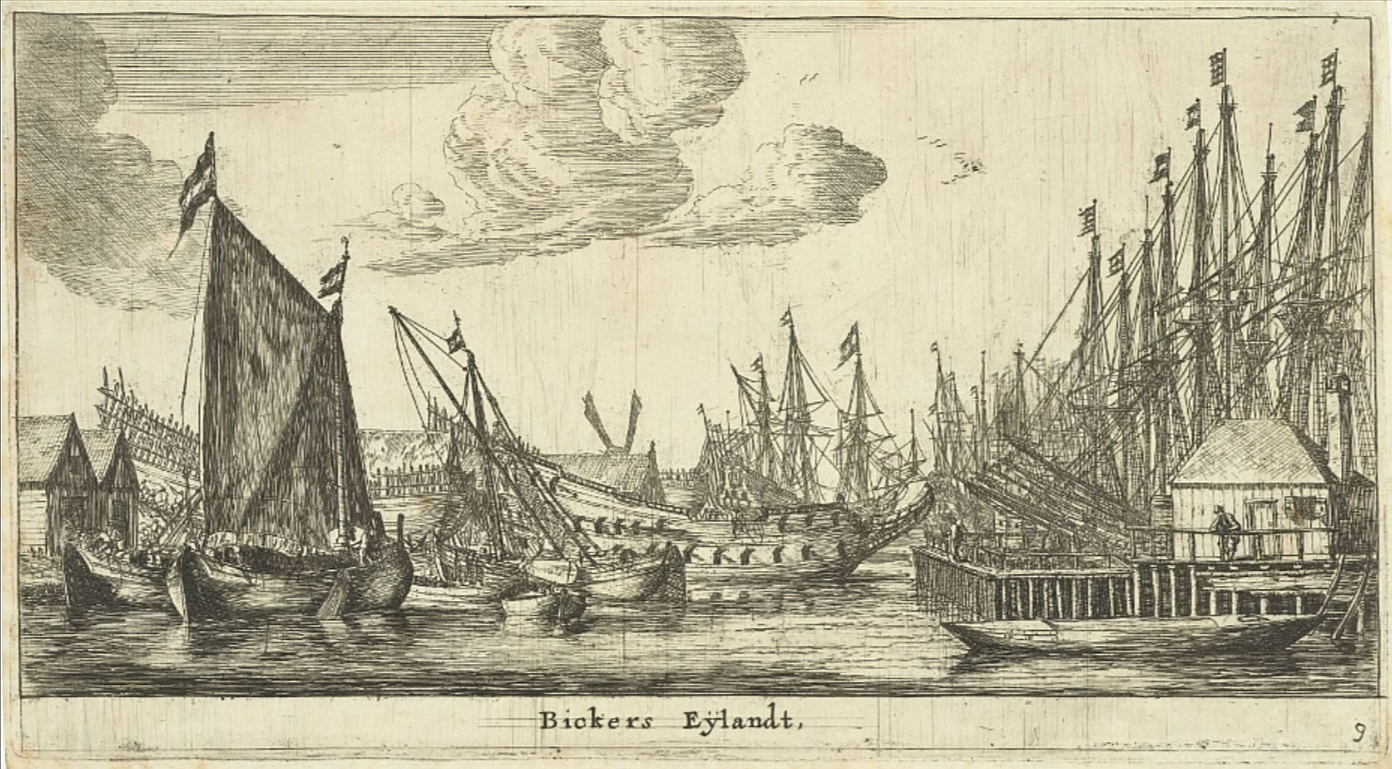
Das Bickerseiland in Amsterdam

Jan Bicker besaß verschiedene Landsitze in der Nähe Amsterdams – De Eult und Hooge Vuursche in Baarn, sowie in Beverwijk die Landhäuser Akerendam und Duyn Wijck. Innerhalb der Stadt Amsterdam besaß er um 1631 eine eigene Insel – Bickerseiland – auf der er sich einen hohen Turm erbauen ließ, um von dort seinen Schiffen beim Ein- und Auslaufen in den Hafen beobachten konnte.